# جوان مور
جوان مور (بالإنجليزية: Joan Moore)‏ هو لاعب جمباز فني أمريكي، ولد في 14 أغسطس 1954 في فيلادلفيا في الولايات المتحدة.

## وصلات خارجية
- جوان مور على موقع أوليمبيديا (الإنجليزية)